# حيرام تاتل
حيرام تاتل (بالإنجليزية: Hiram Tuttle)‏ هو فارس سباق أمريكي، ولد في 22 ديسمبر 1882 في ديكستر في الولايات المتحدة، وتوفي في 11 نوفمبر 1956 في فورت رايلي في الولايات المتحدة.

## وصلات خارجية
- حيرام تاتل على موقع أوليمبيديا (الإنجليزية)